# قرغن
قرغن (گلپایگان)، روستایی از توابع بخش مرکزی شهرستان گلپایگان در استان اصفهان ایران است. این روستا از شمال به خمین از جنوب به خوانسار از غرب به الیگودرز و از شرق به گلپایگان محدود می‌شود. فاصله این روستا تا گلپایگان ۲۴ کیلومتر است.

## جمعیت
این روستا در دهستان کناررودخانه قرار دارد و براساس سرشماری مرکز آمار ایران در سال ۱۳۸۵، جمعیت آن ۲۲۸ نفر (۷۳خانوار) بوده‌است.

## مردم
غالب مردم روستا از ایل بختیاری طایفه سرلک هستند. فامیل ها:
نوبخت 
داودوندی
سرلک 
موسوی
کروبی سلیمانی

## آب و هوا
کوهستانی (خاص مناطق زاگرس مرکزی)- زمستان‌های سرد و تابستان‌های معتدل.

## شغل و پیشه مردم
دامپروری شغل عمده مردم روستا می‌باشد. کشاورزی محدود (تأمین علوفه دام).

## محصولات
گوشت، شیر و لبنیات و علوفه دامی و گیاهان داروئی.

## توسعه و امکانات روستا
۱- روستای قرغن دارای یک جاده آسفالته با طول ۲۳ کیلومتر تا شهرگلپایگان- یک جاده منتهی به روستای حاجیله و از آنجا با یک جاده خاکی به طرف خمین - یک جاده آسفالته منتهی به روستای هنده و از آنجا به ویست و خوانسار می‌باشد.
1. دارای خانه بهداشت با بهورز مقیم
2. دارای دفتر خدمات ارتباطی
3. دارای یک مدرسه تا سطح ابتدائی
4. خانه‌های روستا دارائی آب لوه کشی - برق - گاز و تلفن می‌باشد.
5. بطرح‌های آبخیر داری منطقه مربوط به روستای قرغن می‌باشد. (ارزیابی اثراث عملیات آبخیزداری در حوزه آبخیز قرغن شهرستان گلپایگان اصفهان/مولفین علی صالحپور، زهرا ابوشهاب)

## مشکلات روستا
به دلیل خشکسالی و نبود تأمین آب مطمئن برای اهالی مهاجرت به شهر بخصوص قشر جوان روند صعودی داشته‌است.

## دره‌ها و مزارع
زمین‌های کشاورزی مردم روستا بیشتر در دره‌ها و مزارع نزدیک به روستا واقع شده که اسامی تعدادی از آن‌ها به شرح زیر است:
- گلار سرخه (از سه کلمه گل + لار (به ترکی یعنی‌ها) + سرخه که معنی می‌شود محلی با گل‌های سرخ
-دره سیب
-دره بید
- آ بلاغ (در اصل آق بلاغ است و به ترکی یعنی چشمه سفید)
-درستون (در اصل می‌باید دره ستون باشد)
- ده گاه (در زبان محلی دیگاه گفته می‌شود و به معنی ابتدای ده)
- گشکینه
-برآفتاب (در زبان محلی برافتو گفته می‌شود)
-نسار
-گدا مرده
- گنج دره
- مرغ حد
-مرغ پهنه
-دشت ده
-آویشن زار
-سرچال
-مادیون مرده
-دره باغ کوه
- آریزونا (دره مشهدی حسین)
-دره چراغ علی
-دره هاشمی
-دره تنگوله
-آغل مولا
-دره محمدعلی
-اسهل فرج
-غاش پهنه
-دره حمام
-دره باغ
-ده دده و ده گا (به معنی ده خواهر (دده) و ده برادر (گا))
-دره علی بک
-مزرانو
-حوزبندی
-گنج دره